# Beriah Wilkins

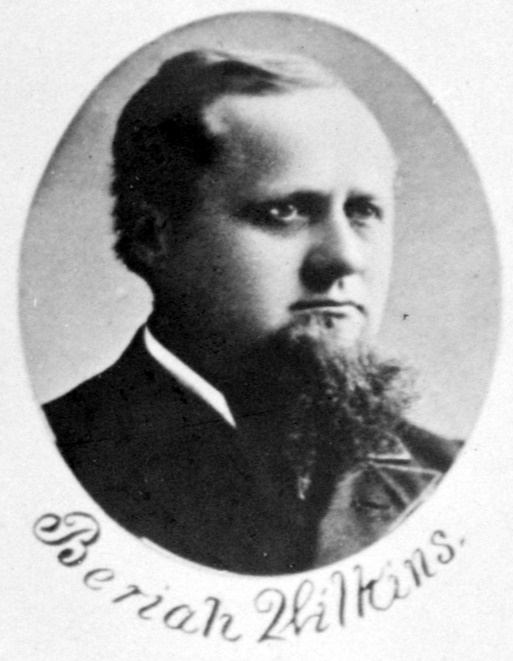
Beriah Wilkins

Beriah Wilkins (* 10. Juli 1846 bei Richwood, Union County, Ohio; † 7. Juni 1905 in Washington, D.C.) war ein US-amerikanischer Politiker. Zwischen 1883 und 1889 vertrat er den Bundesstaat Ohio im US-Repräsentantenhaus.

## Werdegang
Beriah Wilkins besuchte die öffentlichen Schulen in Marysville. Zwischen Mai und August 1864 diente er während des Bürgerkrieges in einer Infanterieeinheit im Heer der Union. Danach stieg er in Uhrichsville in das Bankgewerbe ein. Gleichzeitig schlug er als Mitglied der Demokratischen Partei eine politische Laufbahn ein. Zwischen 1880 und 1881 gehörte er dem Senat von Ohio an; im Jahr 1882 war er Mitglied im Staatsvorstand seiner Partei.
Bei den Kongresswahlen des Jahres 1882 wurde Wilkins im 16. Wahlbezirk von Ohio in das US-Repräsentantenhaus in Washington  gewählt, wo er am 4. März 1883 die Nachfolge des Republikaners Joseph D. Taylor antrat. Nach zwei Wiederwahlen konnte er bis zum 3. März 1889 drei Legislaturperioden im Kongress absolvieren. Zwischen 1885 und 1887 vertrat er dort den 15. Distrikt seines Staates, ehe er in den 16. Bezirk zurückkehrte. Ab 1887 war er Vorsitzender des Bank- und Währungsausschusses.
Nach dem Ende seiner Zeit im US-Repräsentantenhaus blieb Beriah Wilkins in Washington. Im Jahr 1889 wurde er Mehrheitsteilhaber an der Washington Post, die er auch herausgab. Ab 1894 war er Alleinbesitzer dieser Zeitung, die er weiterhin bis zu seinem Tod verlegte. Er starb am 7. Juni 1905 in Washington, wo er auch beigesetzt wurde.